# Fitunaån

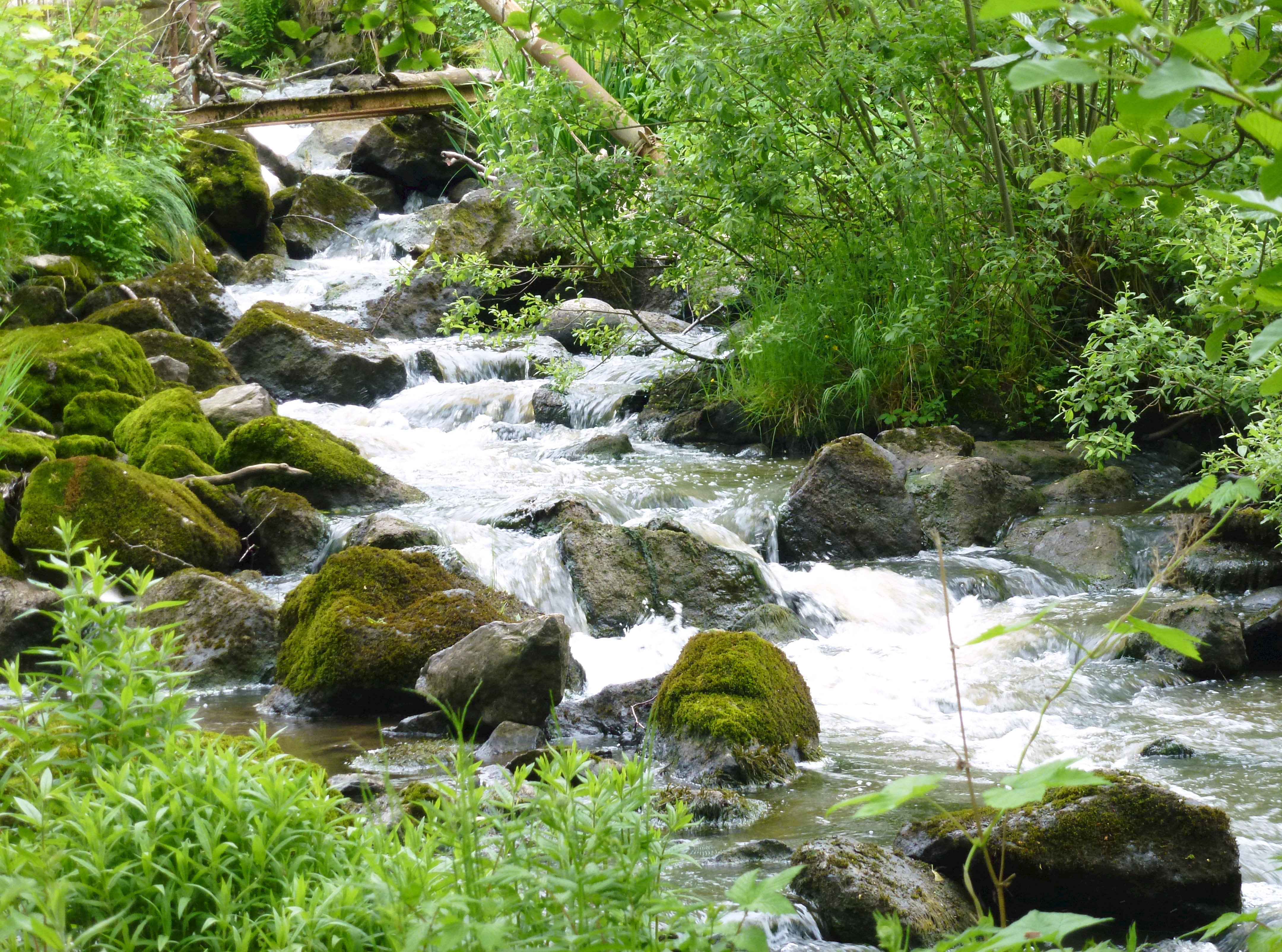
Fitunaån vid Fituna gård.

Fitunaån eller Kvarnån som den också kallas, är ett vattendrag som avvattnar de västra delarna av Sorunda distrikt i Nynäshamns kommun på Södertörn. Förleden kvarn härrör från olika vattenkvarnar längs ån. Den sista var i drift ännu 1955 låg vid Fituna bro och direkt norr om huvudbyggnaden till  Fituna gård.
Ån består av två huvudflöden, dels Källstaån som får sitt vatten från Fagersjön samt Dyån som rinner genom sankmarken Gorran från insjöarna Västra- och Östra Styran. Ett flertal mindre diken och bäckar ansluter till dessa två större flöden som rinner samman strax söder om Källsta, för att senare efter en tur genom det öppna landskapet utmynna i Mörkarfjärden vid  Fituna gård. Åns nedre lopp består av en meander med djupt nedskurna strandbrinkar.
En dryg kilometer öster om Fituna gård har ån skurit ut en 10–15 meter djup bäckravin, en av de djupaste på Södertörn. Utmed Fitunaån ligger också ett område med avvikande flora som kallas Hin Håles trädgård.